# Festival de la nourriture froide
 (mai 2023).
La mise en forme du texte ne suit pas les recommandations de Wikipédia : il faut le « wikifier ».
Les points d'amélioration suivants sont les cas les plus fréquents. Le détail des points à revoir est peut-être précisé sur la page de discussion.
- Les titres sont pré-formatés par le logiciel. Ils ne sont ni en capitales, ni en gras.
- Le texte ne doit pas être écrit en capitales (les noms de famille non plus), ni en gras, ni en italique, ni en « petit »…
- Le gras n'est utilisé que pour surligner le titre de l'article dans l'introduction, une seule fois.
- L'italique est rarement utilisé : mots en langue étrangère, titres d'œuvres, noms de bateaux, etc.
- Les citations ne sont pas en italique mais en corps de texte normal. Elles sont entourées par des guillemets français : « et ».
- Les listes à puces sont à éviter, des paragraphes rédigés étant largement préférés. Les tableaux sont à réserver à la présentation de données structurées (résultats, etc.).
- Les appels de note de bas de page (petits chiffres en exposant, introduits par l'outil «  Source ») sont à placer entre la fin de phrase et le point final[comme ça].
- Les liens internes (vers d'autres articles de Wikipédia) sont à choisir avec parcimonie. Créez des liens vers des articles approfondissant le sujet. Les termes génériques sans rapport avec le sujet sont à éviter, ainsi que les répétitions de liens vers un même terme.
- Les liens externes sont à placer uniquement dans une section « Liens externes », à la fin de l'article. Ces liens sont à choisir avec parcimonie suivant les règles définies. Si un lien sert de source à l'article, son insertion dans le texte est à faire par les notes de bas de page.
- La présentation des références doit suivre les conventions bibliographiques. Il est recommandé d'utiliser les modèles {{Ouvrage}}, {{Chapitre}}, {{Article}}, {{Lien web}} et/ou {{Bibliographie}}. Le mode d'édition visuel peut mettre en forme automatiquement les références.
- Insérer une infobox (cadre d'informations à droite) n'est pas obligatoire pour parachever la mise en page.

Pour une aide détaillée, merci de consulter Aide:Wikification.
Si vous pensez que ces points ont été résolus, vous pouvez retirer ce bandeau et améliorer la mise en forme d'un autre article.
| Festival de la nourriture froide | Festival de la nourriture froide |
| Sinogramme traditionnel          | 寒食節                           |
| Sinogramme simplifié             | 寒食节                           |
| Signification littérale          | Festival de la nourriture froide |
| -------------------------------- | -------------------------------- |

Le Nourriture Froide ou le Festival de Hanshi est une fête traditionnelle chinoise qui s'est amplifiée à partir de la commémoration locale de la mort du noble Jin, Jie Zitui au VIIe siècle av. J.-C. sous la dynastie Zhou, en une opportunité à travers l'Asie de l'Est pour la commémoration et la vénération des ancêtres par la dynastie Tang du VIIe siècle. Son nom dérive de la tradition d'éviter d'allumer tout type de feu, même pour la cuisson des aliments. Cette coutume a eu lieu à l'origine au milieu de l'hiver pendant un mois, mais les difficultés rencontrées ont conduit à des tentatives répétées d'interdire l'observance par souci pour les pratiquants. À la fin de la période des Trois Royaumes (IIIe siècle), elle était limitée à trois jours au printemps autour de la période solaire, Qingming. Sous la dynastie Tang, l'observance ancestrale était limitée à un seul jour qui est maintenant le Qingmingjie. Le Qingmingjie est un jour férié officiel dans plusieurs pays, et le Festival de la nourriture froide qui s'étend de chaque côté continue à être observé en Chine, en Corée du Sud et au Vietnam.

## Légende
L'histoire habituelle de l'origine des festivals de la nourriture froide et du Qingmingjie concerne un noble Jin du VIIe siècle av. J.-C., Jie Zhitui, un modèle de loyauté sacrificielle.
Pendant la période du printemps et de l'automne de l'histoire chinoise, la dynastie Zhou a commencé à se diviser en parties constituantes et leurs seigneurs de guerre ont gagné de plus en plus de liberté en comparaison au contrôle central. L'un de ces états était Jin, autour du Shanxi moderne. Comme il était courant chez les chinois riches à l'époque, son duc avait de nombreuses épouses. L'une d'elles, Li Ji, était de statut inférieur et venait des tribus Rong qui vivaient à l'ouest de la Chine, mais a réussi à devenir une épouse à part entière et à faire de son fils le successeur du duc. Son gendre aîné, Jin Wen Gong, a été accusé de s'être rebellé contre le duc en 655 av. J.-C., forçant le prince à fuir vers la maison de sa mère dans la tribu Beidi, dans le nord de la Chine. Seuls 15 de ses hommes le suivirent en exil. Ceux-ci comprenaient Jie Zhitui, qui a diverti le prince avec ses poèmes et sa musique. Il se souciait tellement de son seigneur qu'une fois, lorsque leur nourriture a été volée alors qu'il voyageait à travers Wei, il a utilisé la viande de ses propres cuisses pour faire de la soupe pour le prince affamé.
En 636 av. J.-C., le duc de Qin a finalement envahi Jin au nom de Wen Gong et l'a installé comme son duc. (À titre posthume, il est devenu connu sous le nom de "Wen" ou "duc civilisé" de Jin) En 635 av. J.-C., le nouveau duc était généreux envers ceux qui l'avaient aidé dans l'adversité mais négligeait Jie, qui se retira tristement dans un endroit sombre et minable dans les bois près de la montagne Mian. Le duc avait envoyé à plusieurs reprises des messagers pour attirer Jie à la cour, mais il ne ressentait aucune ambition de pouvoir politique. Trop loyal pour critiquer directement son maître mais trop de principes pour accepter une place dans une administration corrompue, il a choisi de rester simplement dans l'isolement. Enragé, le duc a ordonné un feu de forêt sur trois côtés de la montagne pour aspirer Jie et sa mère hors de leur cachette. Au lieu de sortir, ils ont été brûlés vifs. Le cadavre calciné de Jie a été retrouvé debout, enlacé ou étroitement lié à un arbre. Dans ses remords, le duc a renommé la montagne Jie, a établi la ville encore connue sous le nom de Jiexiu ("Jie's Rest")[réf. nécessaire], et a inauguré le festival de la nourriture froide en tant que période commémorative pour Jie.
En plus du festival, l'histoire mène également au proverbe chinois selon lequel "si certaines personnes peuvent brûler une montagne entière, d'autres ne peuvent même pas allumer un feu pour manger du riz".[réf. nécessaire]

## Histoire

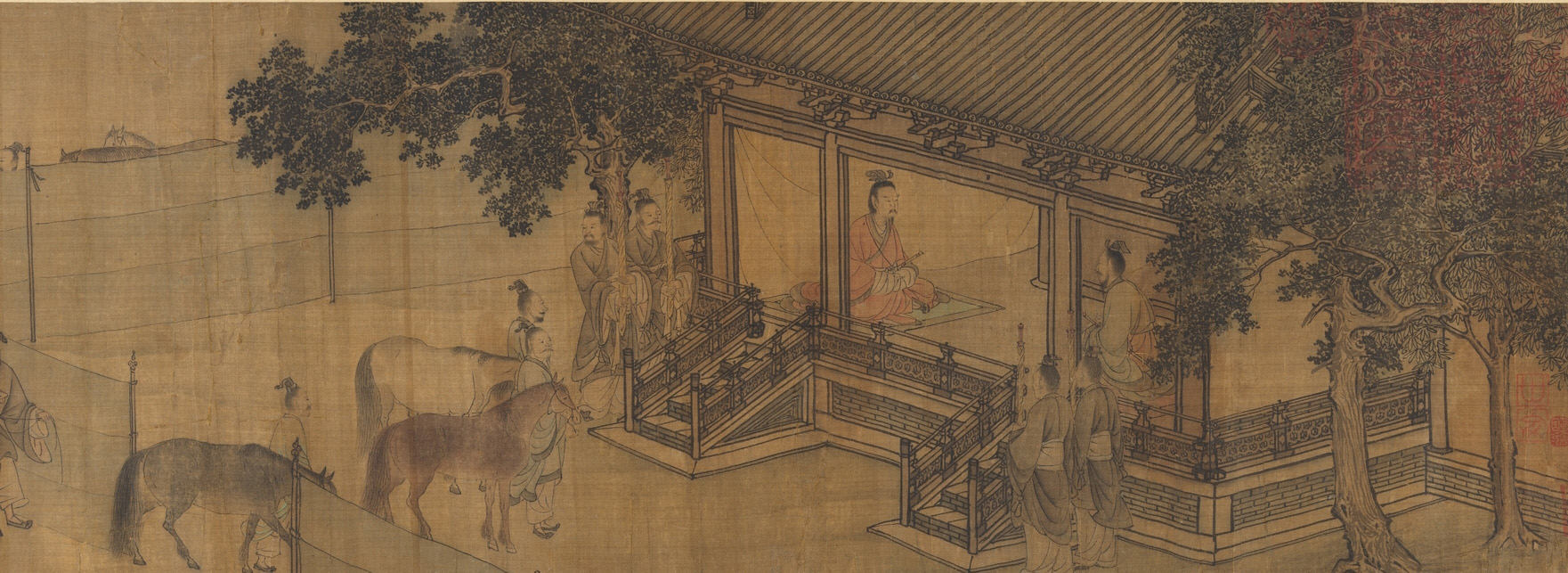
Le duc civilisé de Jin, Li Tang récupèrant son statut (1140)

La première partie de cette légende semble être historique. Néanmoins, dans les premiers récits, Jie était plus fier que triste et n'a pas été tué dans un incendie. Le commentaire du IVe siècle av. J.-C. dans les Annales des printemps et de automnes de Confucius, traditionnellement crédité de Zuo Qiuming, comprend un passage thucydidien où Jie se dispute avec sa mère au sujet de leur avenir. Jie attribue au paradis le mérite d'avoir rendu à Chong'er sa place légitime et il est dégoûté par le comportement de recherche de crédit et de recherche d'emploi de ses camarades, qu'il considère comme pire que des voleurs. Il a aussi trouvé son seigneur odieux de ne pas l'avoir récompensé même s'il n'a pas pu être jugé. Sa mère lui demande d'aller au moins devant le duc, mais Jie admet que sa critique amère des autres seigneurs rend cela incroyablement embarrassant. Sa mère accepte sa décision de se retirer dans un ermitage et l'accompagne. Ji Chong'er se souvint tardivement de son devoir envers Jie et le chercha. Lorsque cela s'est avéré infructueux, il a accepté la situation et a dédié les produits du champ "Mëenshang" à un sacrifice en l'honneur de Jie, "un hommage... de ma négligence et une marque distinctive pour l'homme bon",. D'autres sources des Zhou et des premiers Han mentionnent et louent Jie pour diverses raisons. Les poèmes des Chants de Chu le louent pour sa loyauté et son traitement approprié de l'oubli de son seigneur. Les Annales des Printemps et Automnes compilées sous la direction de Lü Buwei font l'éloge de son altruisme et de son manque d'ambition personnelle. À un moment donné avant la composition des Biographies des Immortels de l'ère Han, Jie est devenu vénéré comme un immortel taoïste.
Le festival de la nourriture froide est mentionné pour la première fois dans les Nouvelles discussions de Huan Tan, composées vers le début du Ier siècle. Il rapporte que les roturiers de la commanderie de Taiyuan ont évité d'utiliser le feu pour préparer leur nourriture pendant cinq jours vers le milieu de l'hiver, respectant ce tabou même lorsqu'ils sont gravement malades. Cela a été fait en l'honneur de Jie Zhitui. Une biographie du Livre des Han postérieurs raconte comment le juge de Bingzhou (de Taiyuan) a découvert que les riches et les pauvres obéissaient au "tabou du dragon" de ne pas allumer de feu pendant le mois de la mort de Jie en plein hiver, de peur qu'ils n'irritent son esprit. Beaucoup de jeunes et de personnes âgées mueraient chaque année à cause des difficultés que cela entraînaient. Le magistrat Zhou Ju (周舉) a écrit un discours vers 130 ap. J.-C. louant Jie mais réprimandant le peuple pour une tradition qui a tant nui à tant de gens que cela ne pouvait pas avoir été ce que le sage avait prévu. Il a ensuite exposé le discours au temple Jie et l'a distribué aux pauvres. Cela n'a pas mis fin au festival de la nourriture froide, mais la biographie note que les superstitions locales se sont améliorées "dans une certaine mesure". L'amélioration n'est pas expliquée mais, à un moment donné au cours du siècle suivant, elle s'est déplacée du milieu de l'hiver à la fin du printemps, 105 jours après la période solaire de dongzhi. Puisqu'il s'est également propagé de Taiyuan aux commanderies environnantes de Shangdang, Xihe et Yanmen et causait encore des difficultés, Cao Cao a tenté d'interdire le festival de la nourriture froide en 206 ap. J.-C. Les chefs de ménage fautif ont été soumis à 6 mois de travaux forcés, leurs fonctionnaires à un mois et leurs juges à un mois de salaire. La tentative de Cao Cao a échoué, avec l'observance du festival de la nourriture froide à Qingming et un tronçon d'un mois autour de celui-ci signalé au milieu du IIe siècle. Shi Le (en), l'empereur Jie du Zhao postérieur au début du IVe siècle, a de nouveau essayé de l'interdire. L'année suivante, une énorme tempête de grêle a dévasté les cultures et les forêts du Shanxi. Sur les conseils des ministres, il a de nouveau approuvé l'organisation du festival dans la région autour de Thaiyuan. La dynastie Wei du Nord a également interdit le festival en 478 et 496, mais a également été contraints d'approuver son observance autour Mont Mian. Ces interdictions ont échoué à un point tel que, au moment du 540 Qi Min Yao Shu, un festival de nourriture froide d'une journée s'était répandu dans la majeure partie de la Chine, déplacé à la veille du terme solaire de Qingming.
Le festival de la nourriture froide est passé à une période de trois jours et a commencé à incorporer la vénération ancestrale sous la dynastie Tang et est restée plus importante que les célébrations du terme solaire Qingming aussi tard que les Song. L'actuel Qingmingjie sur Qingming s'est développé en incorporant les observances de la nourriture froide avec la fête séparée de Shangsi. Le festival de la nourriture froide avait presque complètement disparu à la fin de la dynastie Qing.

### Controverse
Depuis le début du VIIe siècle, les érudits chinois et occidentaux ont plaidé pour des origines alternatives pour le festival. Du Gongzhan, l'éditeur du défunt de la dynastie Sui, Record des saisons de Jingchu, l'a lié à un évitement rituel du feu mentionné dans les Rites des Zhou : "Au milieu du printemps, ils ont annoncé l'interdiction de faire des feux dans la capitale à l'aide d'une cloche en bois". Cette interdiction était liée à l'utilisation chinoise ancienne de différentes sortes de bois de chauffage selon les saisons, en particulier après le développement de l'astrologie chinoise qui considérait le lever héliaque d'Antarès comme une occasion de grand risque d'incendie et de feu de forêt. Du a été suivi dans sa conjecture par d'autres, y compris Li Fu. Le sinologue J.J.M. de Groot a plaidé pour son origine comme une célébration de la "victoire" du soleil à l'équinoxe de mars, basée sur une analyse anthropologique comparative s'inspirant d'Ovide, Macrobe, Lucien et Épiphane de Salamine. James Frazer et ses partisans l'ont considéré de la même manière soit comme un "charme du soleil" soit comme une "purification" de ses similitudes avec d'autres "fêtes du feu". Claude Lévi-Strauss a fondé son analyse du festival comme une sorte de carême chinois sur une mauvaise traduction du passage pertinent dans des Rites de Zhou par Frazer. Eberhard l'a associé à son idée d'un calendrier préhistorique basé sur le printemps et a transformé le Cold Food Festival en un vestige de son premier réveillon du Nouvel An.
Le lien le plus cohérent entre le festival et Jie Zhitui dans les premières sources, et la dépendance des théories ultérieures sur l'arrivée du festival de la nourriture froide à la fin du printemps, quand il a vraiment commencé comme une célébration au milieu de l'hiver, laisse entendre que sans eux sont susceptibles d'être exactes. Un enregistrement contemporain d'évitement rituel du feu provenant d'une source distincte dans le sud-est de la Chine concernait la fin du IIe siècle av. J.-C. des "rois" de "Yue" Mi (越糜王, Yuè Míwáng) et Yao (越|王|遙, Yuè Wáng Yáo, et 越|繇|王, Yuè Yáowáng). Il s'agissait en fait de princes de l'ancienne famille royale Yue qui se disputaient l'État successeur du sud, Minyue. Soi-disant, le roi Mi a été décapité lors d'une bataille avec Yao, mais son corps a continué à rester sur son cheval jusqu'au " village de Wu", où il a été enterré. Pas plus tard qu'au Xe siècle, les habitants de la région évitaient le feu le jour de sa mort en signe de respect pour son esprit. Cet équivalent méridional du festival de la nourriture froide n'était cependant pas célébré chaque année, mais chaque "jour wu" de l'ancien calendrier chinois, un jour généralement malchanceux pour certains taoïstes.

## Observation

### Chine
Le festival de la nourriture froide a été observé à l'origine au milieu de l'hiver (le terme solaire de Dongzhi), mais s'est déplacé vers la fin du printemps  (le terme solaire de Qingming) vers le IIe siècle. Son activité principale était d'interdire l'utilisation du feu, souvent sous la croyance superstitieuse que le briser conduirait à des intempéries. Avant le VIe siècle, il y avait une parcelle d'arbres noircis sur le Mont Mian qui était utilisée pour le culte local de Jie Zhitui et avait la réputation de faire des miracles. Les aliments froids traditionnels comprenaient le lǐlào (醴酪), une sorte de congee aromatisé avec des noyaux d'abricot et du sucre de malt. Les activités ultérieures comprenaient la visite de tombes ancestrales, des combats de coqs, des jeux sur des balançoires, des combats de couverture et des jeux de tir à la corde.
Le Cold Food Festival est souvent ignoré dans la Chine moderne, sauf dans la mesure où il affecte certains plats et activités traditionnels du Qingmingjie. Dans la ville de Jiexiu, dans la province du Shanxi, près de l'endroit où Jie est mort, les habitants commémorent encore le festival, mais même là, la tradition de manger des aliments froids n'est plus pratiquée.[réf. nécessaire]

### Corée du Sud
L'équivalent coréen, le Hansik (hangeul : 한식), a lieu le 105e jour après le dongzhi, qui se traduit par le 5 avril dans le calendrier grégorien, sauf les années bissextiles où c'est plutôt le 4 avril. C'est une journée pour accueillir le temps chaud qui dégèle la terre gelée. Ce jour-là, des rituels de culte ancestral sont exécutés tôt le matin et la famille visite les tombes ancestrales pour les nettoyer. Cependant, la coutume de manger des aliments froids pendant la journée a disparu. Comme cette journée coïncide avec la Journée de l'arbre (Singmogil), les cimetières publics sont bondés de visiteurs qui plantent des arbres autour des tombes de leurs ancêtres.

### Viêt Nam
L'équivalent vietnamien, le Tết Hàn Thực est célébré dans la plupart des régions du pays le troisième jour du troisième mois lunaire, mais seulement dans une faible mesure. Les gens cuisinent des boulettes de riz gluant appelées bánh trôi, mais l'origine est de la fête sont largement oubliée et le tabou du feu est également largement ignoré.

## Remarques
1. ↑  Une poignée de sources du 2e et 4e siècles rapportent également qu'elle est célébrée en été, le 5e jour du 5e mois lunaire. Cette date est maintenant utilisée pour le Festival du dragon des bateaux-dragons lié à histoires similaires des ministres Qu Yuan et Wu Zixu.
2. ↑  Selon le calcul chinois habituel des saisons.

### Citations
1. 1 2 3  [lire en ligne] 126
2. ↑  ttps://books.google.com/books?id=GR6ea0F3BDQC&pg=PA205 205
3. ↑  [lire en ligne] 191
4. 1 2 3 4 5 6 7 8 9 10 11 12 13 14 15  Holzman (1986).
5. 1 2  [lire en ligne] 226
6. 1 2  [lire en ligne] 379
7. ↑  [lire en ligne] 192
8. ↑  Pokora (1975), p. 122 & 136–7.
9. ↑  Holzman (1986), p. 54–55.
10. 1 2  [lire en ligne] 484
11. ↑  Holzman (1986), p. 63–4.
12. ↑  Moriya (1951).
13. ↑  Holzman (1986), p. 66–7.
14. ↑  Lévi-Strauss (1966), p. 349–51 & 397–9.
15. ↑  Holzman (1986), p. 69–71.
16. ↑  Holzman (1986), p. 67–8.
17. ↑  Holzman (1986), p. 51–2.
18. ↑  (en) « The Cold Food Festival »
19. ↑  « Korea's Four Major National Holidays », Seoul Metropolitan Government (consulté le 5 avril 2022)
20. ↑  Đặng Đức Siêu, Sổ tay văn hoá Việt Nam, Nhà Xuất bản Lao động, 2006